# Sufiks dzierżawczy
Sufiks dzierżawczy – sufiks oznaczający przynależność danego desygnatu do właściciela, wyrażonego najczęściej w podmiocie zdania. Równoważny przymiotnikom dzierżawczym i zaimkom dzierżawczym w większości języków indoeuropejskich. Charakterystyczny dla języków aglutynacyjnych, zwłaszcza uralskich i ałtajskich, ale znają go także na przykład języki perski i arabski.

## Język fiński
Występują dla wszystkich osób liczby pojedynczej i liczby mnogiej. Oznaczają relację posiadania. Występują przy rzeczownikach i innych formach rzeczownikowych, jak również w imiesłowach. Niektóre przypadki, np. comitativus, wymagają użycia sufiksów dzierżawczych.
| Osoba  | Sufiks        | Przykład         | Polski   |
| ------ | ------------- | ---------------- | -------- |
| 1. Sg. | -ni           | (minun) taloni   | mój dom  |
| 2. Sg. | -si           | (sinun) talosi   | twój dom |
| 3. Sg. | -nsa/nsä, -Vn | hänen talonsa    | jego dom |
| 1. Pl. | -mme          | (meidän) talomme | nasz dom |
| 2. Pl. | -nne          | (teidän) talonne | wasz dom |
| 3. Pl. | -nsa/nsä -Vn  | heidän talonsa   | ich dom  |